# Liste der Brunnenanlagen im Berliner Bezirk Friedrichshain-Kreuzberg

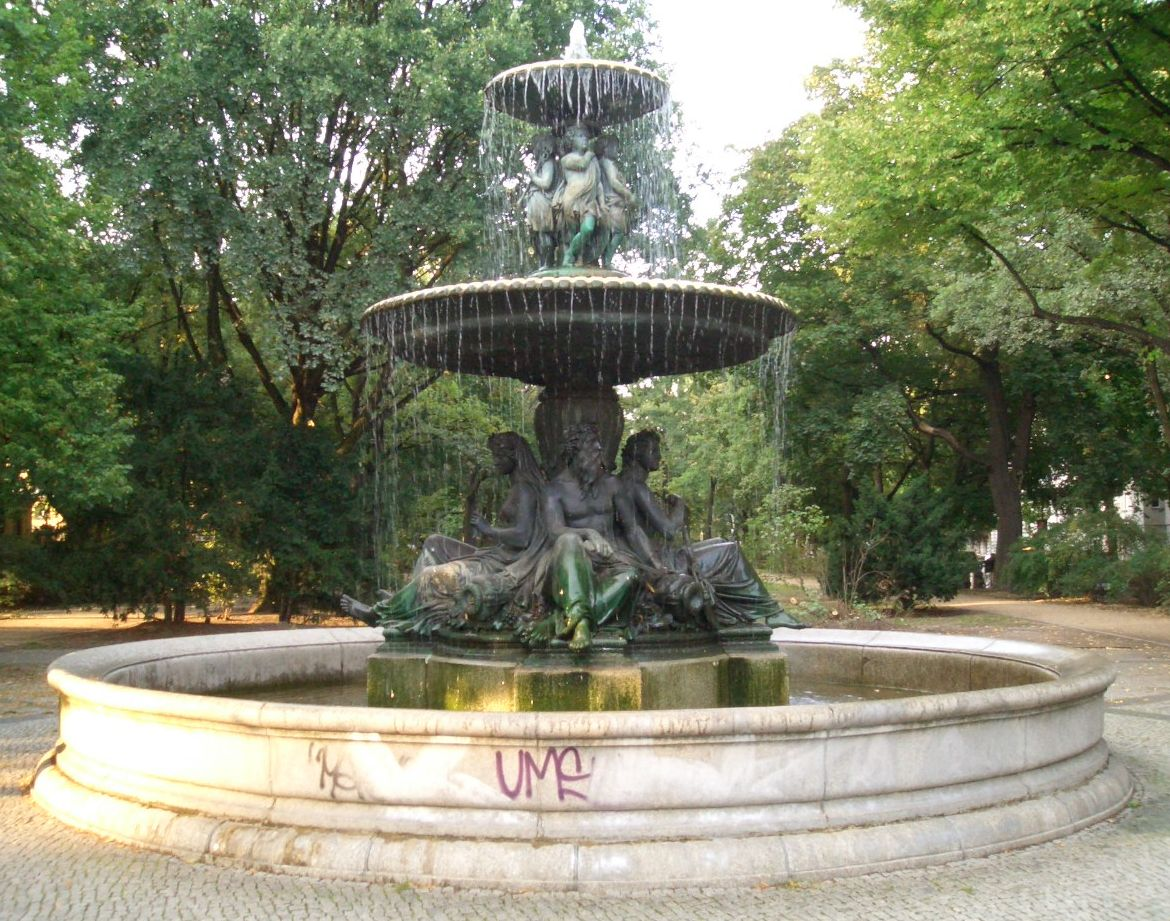
Der Wrangelbrunnen gilt als eines der bedeutendsten erhaltenen Beispiele der Brunnenkunst des 19. Jahrhunderts in Berlin.

Die Liste der Brunnenanlagen im Berliner Bezirk Friedrichshain-Kreuzberg ist eine detaillierte Übersicht der Brunnenanlagen im öffentlichen Raum des Bezirks Friedrichshain-Kreuzberg. Die Liste ist in vorhandene Anlagen und nicht mehr vorhandene Brunnen untergliedert.
Die Tabellen enthalten insgesamt 58 Objekte und basieren auf der Internetdarstellung des Berliner Senats über die öffentlichen Brunnen im Bezirk (hier werden 35 Anlagen aufgelistet [Stand Ende Januar 2017]) und auf weiteren Quellen. Die längerfristig nicht funktionierenden Schmuckbrunnen sind in der Beschreibung gekennzeichnet.

## Überblick
Der Bezirk verfügt in den Ortsteilen Friedrichshain und Kreuzberg über zahlreiche Brunnen, die auf Stadtplätzen zeitnah mit der Wohnbebauung angelegt wurden.
Laut Darstellung des Senats gibt es in Berlin insgesamt über 270 funktionierende Schmuckbrunnen und Seefontänen, deren Wartung ab 2017 von den Berliner Wasserbetrieben übernommen wird.
Eine Angabe aus dem Jahr 2020 lautet: Im Bezirk gibt es 35 öffentliche Zierbrunnenanlagen. Traditionell am Donnerstag vor Ostern bis Mitte Oktober sind die Wasserspiele täglich von 9.00 Uhr bis 20.00 Uhr in Betrieb. Bei vielen Brunnen handelt es sich um historische oder ältere Anlagen (einige stehen sogar unter Denkmalschutz), trotz aufwändiger Wartung während der Brunnensaison können technische Störungen auftreten.
Das Bezirksamt plant im Jahr 2025 rund 300.000 Euro für den Unterhalt und Reparaturen der Schmuckbrunnen ein. Die meisten Kosten verursacht die vollständige Sanierung des Schwebenden Rings auf dem Strausberger Platz, die im Jahr 2027 abgeschlossen sein soll.

## Liste der vorhandenen Brunnen und Planschen
Die sortierbare Zusammenstellung ist nach Ortsteilen und darin nach den Straßen alphabetisch (vor)geordnet.
Legende
- OT: Ortsteil, dabei bedeuten:

Fh=Berlin-Friedrichshain, Kr=Berlin-Kreuzberg
- Name (kursiv): Bezeichnung des Brunnens, wie vom Künstler vorgenommen
- Adresse: am nächsten gelegene Straße, Platz oder Gebäude und Lage (Geokoordinaten)
- Jahr: wann aufgestellt
- Künstler; wenn mehrere Personen beteiligt waren, erfolgt die Sortierung nach der zuerst Genannten
- Kurzdarstellung und falls vorhanden, Bild

| OT | Name                                | Adresse, Lage                                                      | Jahr                                                | Künstler | Kurzdarstellung und Bild |
| -- | ----------------------------------- | ------------------------------------------------------------------ | --------------------------------------------------- | --- | --- |
| Fh | Plansche                            | Boxhagener Platz Lage                                              | 1925                                                | Erwin Barth | Am Rand eines rechteckigen und allseitig 82 cm tiefen Planschbeckens (von 25 und 14 Meter Seitenlänge) stehen zwei Betonsockel mit je einem flachen runden Postament. Auf einem Sockel gruppieren sich vier Pinguine um eine mittig eingelassene Düse, auf dem anderen Sockel steht eine Entengruppe. Die Tierfiguren bestehen aus Bronze und sind etwa 85 cm hoch. |
| Fh | Plansche Forckenbeckplatz           | Forckenbeckplatz Lage                                              | um 1996                                             | Adalbert Maria Klees (Natur- und Grünflächenamt) | Das etwa 15 Meter große runde Planschbecken ist mit Trittplatten fast ebenerdig ausgelegt. Es wird von zwei gegenüberstehenden, wasserspeienden granitenen Elefanten (siehe Bild) sowie jeweils zwei Krokodilen und Riesenschildkröten aus Kunststein eingefasst. |
| Fh | Brunnenbecken                       | Frankfurter Allee 13–15 Lage                                       | 1969 1996 erneuert                                  | | Vier quadratische stählerne Brunnenbecken (Seitenlängen je sechs Meter) sind in der Grünanlage in die Erde eingelassen. In jedem Becken sprudelt im Sommer eine kleine Fontäne, zwischen ihnen und drum herum sind Rosen gepflanzt. Die Wasseranlage samt der umgebenden Wiese und den Beeten wurde in den Jahren 2016 und 2017 restauriert, so dass lediglich die Wasserrohre zu sehen waren. Seit 2018 sind sie wieder in Betrieb (unteres Bild). |
| Fh | Brunnenhof                          | Karl-Marx-Allee 34 Lage                                            | 15. Jan. 1964 (Eröffnung des Restaurants)           | Fritz Kühn | Im Hof des ehemaligen Restaurants Moskau befand sich eine Brunnenanlage, deren metallene Schmuckelemente (vor allem die Nirosta-Facettenkugel) aus der Werkstatt des Kunstschmieds Fritz Kühn stammen. Der Wasserzulauf wurde nach der mehrmaligen Umnutzung zu Beginn des 21. Jahrhunderts abgeschaltet, die Facettenkugel ist erhalten. Das Bild zeigt die von außen sichtbare Brunnenskulptur im Oktober 2017. |
| Fh | Brunnenbecken                       | Karl-Marx-Allee 70 Lage                                            | 1969                                                | | Drei quadratische Becken mit einer Höhe von je etwa 60 cm und je einer Seitenlänge von je sieben Meter entstanden anstelle des im Jahr 1961 abgerissenen Stalindenkmals. Sie waren seit 1992 außer Funktion. Die nunmehr marode Brunnenanlage wurde im Sommer 2018 zurückgebaut und dann komplett erneuert. Die Kubatur und die Einfassungen mit Stufe blieben erhalten. Allerdings haben die drei ursprünglich bis zu 90 cm tiefen Becken entsprechend den geltenden Vorschriften nun nur noch eine maximale Tiefe von 30 cm. Tagsüber sprudeln wieder Fontänen in den Becken. Die Inbetriebnahme erfolgte im Juni 2019. Die Sanierung der denkmalgeschützten Anlage samt umgebendem kleinen Park kostete 1,5 Millionen Euro, die aus dem Stadtumbauprogramm des Bundes und der Länder stammen. |
| Fh | Brunnenanlage                       | Karl-Marx-Allee 90A Lage                                           | 1997                                                | | Die Lüftungsrohre der Tiefgarage unter dem Bürogebäudekomplex Vitro Plaza, das 1997 errichtet wurde und im Besitz der Allianz Realestate AG ist, sind zugleich Brunnen. Hierbei läuft das Wasser langsam an der Außenseite der Rohre herab. |
| Fh | Wasserlauf                          | Landsberger Allee                                                  | um 1993 beim Umbau des Haupteingangs nach der Wende | | Von der Zufahrt bzw. dem Zugang zum Krankenhaus Friedrichshain direkt an der Landsberger Allee bis zum überdachten Eingang ist auf einer Rasenfläche parallel zum Weg eine Art Bachlauf angelegt worden. Dieser wird aus einem langen rechteckigen niedrigen Becken von etwa 1,20 m Breite und 25 m Länge gebildet, in dem sechs länglich-ovale flache Granitsteine liegen. Das Wasser strömt in langsamer Geschwindigkeit von einer Stirnseite zur entgegengesetzten. |
| Fh | vier Tuffsteinblöcke                | Naglerstraße 4 Lage                                                | um 2010                                             | Gustav Lange | Der Hamburger Landschaftsarchitekt Lange gestaltete auf vier nebeneinander liegenden Höfen ein zusammenhängendes Brunnenensemble: Im Zentrum jedes Hofes liegt ein Tuffsteinblock, alle zusammen wurden in Slowenien aus einem Berg herausgeschnitten. Um sie auf den Höfen platzieren zu können, wurde jeder in vier kleinere Blöcke fein gesägt, die einzeln durch die engen Hofdurchgänge gebracht wurden. Vor Ort fügten die Arbeiter alles wieder zusammen, so dass auf jedem Hof ein Block mit einer Kantenlänge von drei Metern liegt; die freien Oberflächen wurden natürlich geformt belassen. Auf die Steine rieselt stetig Wasser, das aus darauf gerichteten Regenwasserrohren stammt. Unterhalb der Blöcke wird das Wasser in einer Zisterne gesammelt und mittels einer elektrischen Pumpe den Blöcken zum Verrieseln wieder zugeführt. Das ständige feuchte Gestein soll im Laufe der Zeit von Moosen und Farnen besiedelt werden. Der Planer realisierte damit die Idee, „kraftvolle Stücke Natur in (eine) urbane Umgebung einzupflanzen“. Das stellt einen bewusst gestalteten Gegensatz zu der in diesem Gebiet der Lampenstadt überwiegend anzutreffenden Industriearchitektur dar. Die Fassaden aller Gebäude der Höfe sind verklinkert. |
| Fh | Kugelbrunnen                        | Petersburger Platz Lage                                            | 1993                                                | Adalbert Maria Klees (Natur- und Grünflächenamt) | Eine als Globus gestaltete Kugel aus Gneis ist in einem flachen Becken gelagert und dreht sich während des Wasserzulaufs auf dem Wasserfilm gepflasterte Fläche: ca. 7,00 m ø, Kugel: ca. 1,50 m ø, Länge × Breite: 2,85 m × 2,85 m, Höhe des Sockels: 0,55 m |
| Fh | Findlingsbrunnen                    | Platz der Vereinten Nationen Lage                                  | 1994                                                | Adalbert Maria Klees (Natur- und Grünflächenamt) | in Funktion Der Brunnen wurde im Jahr 1994 auf der Fläche des ehemaligen Lenindenkmals angelegt. Auf einer ebenerdigen Fläche aus Natursteinpflaster wurden 14 große Findlinge platziert, der größte Findling wiegt 24 Tonnen. Die Steine bestehen aus verschiedenfarbigem Granit, die als Symbol für die fünf dauerhaft bewohnten Kontinente gelten. |
| Fh | Zwei Springbrunnen                  | Rüdersdorfer Straße 20–27 Lage                                     | 1980                                                | | Vor der Ellen-Key-Schule sind in eine breit angelegte Rasenfläche beiderseits des Zugangsweges je ein langgestrecktes rechteckiges Becken (4 mal 8 Meter) eingelassen. In ihrer Mitte sprudelt eine Fontäne, das Becken ist von Rosenbüschen eingefasst. Im Herbst 2017 war jedoch nur das westliche Becken in Funktion, das andere lag trocken. |
| Fh | Schwebender Ring                    | Strausberger Platz Lage                                            | 1967                                                | Fritz Kühn | Nach ihrer Fertigstellung hieß die Schmuckanlage auf dem neu gestalteten Rasenrondell zunächst nur Neuer Brunnen. Der um das runde Becken mit 30 Meter Durchmesser platzierte Ring ist fünf Meter hoch und trägt an seiner Außenseite 16 patinierte handgetriebene und vier Meter hohe Kupferplatten, die verschiedene Kristalle versinnbildlichen sollen. Die Fontänen können windabhängig in der Höhe reguliert werden, maximal erreicht die mittlere eine Sprühhöhe von 17 Metern. Sie wird umgeben von weiteren abgestuft sprühenden Fontänen. Zwischen dem Brunnenbecken und den Ständern für den Ring sprudeln in gleichmäßigen Abständen verteilt 43 niedrige Fontänen. Im Jahr 2008 ließ das Bezirksamt einzelne Brunnenelemente sanieren. Weil dies nicht dauerhaft den Brunnenbetrieb sicherte, wurde er Anfang der 2020er Jahre vollständig abgebaut und umfassend erneuert. Zum 60. Geburtstag seiner Aufstellung soll er wieder aufgestellt und angeschlossen werden. |
| Fh | Erdquell                            | Traveplatz Lage                                                    | 1994/1995                                           | Adalbert Maria Klees (Natur- und Grünflächenamt) | Aus einem zu ebener Erde platzierten großen Findling läuft aus oben angebrachten Düsen stetig Wasser heraus. Der Stein liegt im Zentrum eines mit Kleinpflaster kreisförmig gestalteten Platzes auf der Kreuzung von Fußwegen. Außerhalb der Brunnensaison wird der Stein gern zum Klettern genutzt (siehe Bild). |
| Fh | Seefontäne Großer Teich             | Volkspark Friedrichshain Lage                                      | 1997                                                | Adalbert Maria Klees (Natur- und Grünflächenamt) | Um eine Mittelfontäne gruppieren sich kreisförmig mehrere kleine Fontänen. |
| Fh | Märchenbrunnen                      | Volkspark Friedrichshain Lage                                      | 1913                                                | Ludwig Hoffmann, Figuren: Josef Rauch, Ignatius Taschner (Tierfiguren auf den Arkaden), Georg Wrba                                                                                 | Nach dem Ende des Zweiten Weltkriegs mussten große Teile der Anlage erneuert werden. Becken: 54 m × 34 m; Märchenfiguren: Muschelkalk, Kindergruppen: Sandstein, steht unter Denkmalschutz |
| Fh | Wasserglocke                        | Volkspark Friedrichshain Lage                                      | 1973                                                | Achim Kühn | Eine im Jahr 2002 erneuerte Metallkonstruktion (in den ursprünglichen Abmessungen, aber nun aus Edelstahl) mit einer Höhe von fünf Metern sprüht nach unten gerichtet in einem leicht geöffneten Wasserstrahl das kühle Nass in ein rundes Becken von etwa 13 Meter Durchmesser. Das Innere des Beckens ist mit kleinen runden Fliesen ausgekleidet, der obere Rand bildet einen breiteren Ring in Sitzhöhe. Nach Intention des Künstlers soll die Anlage wie eine große schwebende Linse wirken. |
| Fh | Trinkbrunnen                        | Volkspark Friedrichshain Lage                                      | um 2015                                             | Berliner Wasserbetriebe | Brunnen Typ 1, in der Wintersaison abgeschlossen |
| Fh | Delphinbrunnen Rundbrunnen          | Volkspark Friedrichshain Lage                                      | 1913                                                | Ludwig Hoffmann, Georg Wrba | Der Brunnen hatte bei seiner gleichzeitigen Einweihung mit dem Märchenbrunnen keinen gesonderten Namen. Erst später wurde er nach der Gruppe der vier Kinder, die mit Delfinen spielen, Delphinbrunnen genannt. Allerdings sind nach neuesten Erkenntnissen keine Delfine dargestellt, weswegen auf die Bezeichnung Rundbrunnen gemäß einer Infotafel in der Nähe der Brunnenanlage zurückgegriffen wurde. Aus der Mitte des niedrigen Brunnenbeckens steigt eine Fontäne hoch auf. Die Skulpturen bestehen aus Sandstein. Um das runde Becken mit einem Durchmesser von acht Metern schließt sich ein parkähnliches Rondell mit Sitzbänken und weiteren Skulpturen an, darunter auch zwei mit einfacher Brunnenfunktion. |
| Fh | Seefontäne Kleiner Teich            | Volkspark Friedrichshain Lage                                      | um 1990                                             | Grünflächenamt Friedrichshain-Kreuzberg | Kleiner Teich, 1953 noch ohne Fontäne |
| Fh | Wasserfall                          | Volkspark Friedrichshain                                           | um 1900                                             | | Als Zulauf zum Schwanenteich (dem heutigen Großen Teich) gab es bereits um 1900 herum einen Wasserfall, der aus einem künstlichen Felsplateau austrat. Als 1940 die Flakbunker auf dem Hügel des Parks errichtet wurden, ließen die Verantwortlichen den Wasserfall beseitigen und Teile des Teichs zuschütten. – Mit der Parkrekonstruktion zu Beginn des 21. Jahrhunderts entstand der Wasserfall, auch als Gebirgsbach bezeichnet, neu. Er beginnt am Themengarten Bachlauf. |
| Fh | Plansche Volkspark Friedrichshain   | Volkspark Friedrichshain Lage                                      | 1998                                                | Adalbert Maria Klees | Drei Tierfiguren – ein Elefant (1,80 m hoch), ein Pinguin (einen Meter hoch) und eine Robbe (80 Zentimeter hoch) – wurden aus Granit gemeißelt. Sie stehen in einem weitläufigen flachen runden Wasserbecken. |
| Fh | Mehrstrahlige Fontäne               | Marchlewskistraße, Weberwiese Lage                                 | 1988                                                | Helmut Kruse | Teich, in Sichtweite zum Hochhaus an der Weberwiese |
| Fh | Gulliver bei den Zwergen            | Wismarplatz Lage                                                   | 1990                                                | Christian Uhlig | Spielbrunnen aus farbig glasierten Ziegeln in den Abmessungen 2,50 m × 7 m. Die Figur des Gulliver mit den Zwergen ist durch Besprühen kaum noch erkennbar. Die Düsen, seitlich der etwa zwei Meter hohen, aus Ziegelsteinen errichteten abstrakten Darstellung angebracht, sind nicht in Funktion, sie sind beschädigt (Stand Ende März 2017). |
| Fh | Nilpferdbrunnen                     | Wühlischplatz Lage                                                 | 1978 1997 saniert                                   | Nikolaus Bode | Eine kreisrunde steinerne Brunnenschale von 1,70 Meter Durchmesser ruht auf drei blockförmigen Sandstein-Sockeln auf einem runden Fundament. Auf dem Rand der Brunnenschale steht ein Nilpferd auf einer Plinthe, auf ihm sind zwei kleine Jägerfiguren zu sehen. Die Tierplastik ist ein Nachguss, weil das Original 1991 gestohlen worden ist. Nilpferd und Jäger sind aus Bronze gegossen, aber nicht maßstabgetreu zueinander. |
| Kr | Community-Brunnen                   | Jakobikirchstraße 7 Lage                                           | 2024                                                | | Ein nicht namentlich genannter Künstler hat fünf unterschiedlich lange Edelstahl-Säulen gestaltet, die in einer flachen rundgepflasterten Abflussfläche stehen. Die sonst runden Stangen sind an verschiedenen Stellen abgeflacht und enthalten Inschriften wie Hoffnung, Verbundenheit und einige ähnliche Gedanken in anderen Sprachen. Sie verkörpern das Motto „Die Säulen der Gemeinschaft“. Namensgebung und die Beziehungen zum insgesamt neu gestalteten Platz sind ab dem Jahr 2020 im Dialog zwischen Anwohnern und dem Bezirksamt entstanden. |
| Kr | Brunnenpavillon                     | Adalbertstraße Ecke Waldemarstraße Lage                            | 1988                                                | Bernhard Strecker | nicht in Funktion Im Zentrum eines viereckigen aus Granit gemauerten Pavillons in orientalischer Formgebung befand sich ein niedriger steinerner Brunnenstock mit einem bronzenen Wasserspeier, dem ein Auffangbecken vorgelagert ist. Der Wasserspeier war im Jahr 1996 bereits abgebaut. |
| Kr | Findlingsbrunnen                    | Baruther Straße Ecke Nostizstraße Lage                             |                                                     | | Zwischen Sitzbänken lagern fünf Findlinge in unterschiedlichen Größen um eine kleine Fontäne herum. |
| Kr | Brunnen an der Bernburger Straße    | Bernburger Straße Lage                                             | 1990                                                | Grünflächenamt Friedrichshain-Kreuzberg | Größere und kleinere Findlinge sind in eine Fläche aus Kleinsteinpflaster eingearbeitet. Das Wasser strömt aus mehreren Steinen heraus und läuft dann über vier Roste wieder in den Kreislauf zurück. Als Materialien wurden dunkler Granit, heller Marmor und messingfarbenes Metall verwendet. |
| Kr | Quellstein                          | Carl-Herz-Ufer am Alten Zollhaus Lage                              |                                                     | Grünflächenamt Kreuzberg | Aus mehreren zusammengefügten Granitsteinen entstand ein kompakter Block, der in eine leicht runde Form gebracht wurde. Er wurde senkrecht durchbohrt und auf einer ebenen gepflasterten Fläche in einer kleinen Grünanlage platziert. Aus einer Düse an seinem oberen Ende steigen feine Wasserstrahlen auf, die über eingearbeitete Stufen in eine gepflasterte Rinne in den Brunnenkreislauf zurückfließen. |
| Kr | zwei Springbrunnen                  | Dieffenbachstraße 1 am Urbanhafen Lage                             | 1970                                                | Carl Wiesner | In eine Rasenfläche vor dem Klinikum Am Urban sind zwei runde Becken (Durchmesser vier Meter) mit Böden aus Edelstahl eingelassen. In deren Zentrum sprudeln Fontänen, deren Wasser am Rand der Becken in kleine Ablaufrinnen verschwindet. Der Brunnen wird von runden Stahlkörpern umgeben, die zwischen 1,60 und drei Meter hoch sind. (Die Koordinate zeigt auf das östliche Becken.) |
| Kr | Brunnen und eine Handpumpe          | auf dem Chamissoplatz Lage                                         | 1989                                                | Grünflächenamt Friedrichshain-Kreuzberg und Fa. Josef Merck & Sohn | In einem quadratischen Brunnenbecken (Seitenlänge rund fünf Meter) auf Straßenniveau liegen rechteckig bearbeitete Steine aus hellem iberischen Granit. Die Steine sind unterschiedlich hoch (der höchste etwa 50 Zentimeter) und verschieden breit und wurden so über die Beckenfläche verteilt, dass der Eindruck eines Labyrinths entsteht. Das Brunnenbecken ist mit Platten aus dem gleichen Material eingefasst, am Rand befinden sich Sitzbänke. An gleicher Stelle befindet sich ein zwei Meter hoher Nachguss einer historischen Handpumpe, 1990 aufgestellt, die von der Fa. Stenger Pumpen aus Stuttgart stammt. Deren Wasser fließt über eine steinerne Rinne in den nahen Sandspielplatz ab. |
| Kr | Cuvrybrunnen                        | Cuvrystraße Lage                                                   | 1983–1985                                           | Edouard Bannwart; Mitarbeit: Claudia Ammann (Treppenstein), Isolde Haug, Azade Köker, Robert Schmidt (Brunnenteile), Bernd Münster, Peter Herbrich (Brunnenskulptur), Silvia Kluge | nicht in Funktion (1996) Der mehrgliedrige Zierbrunnen entstand auf Initiative der Anwohner und im Rahmen der Internationalen Bau-Ausstellung. Er bildet in seiner Grundform einen rund 35 m langen Schiffsrumpf, der sich an die Historie der Spree-Lastkähne anlehnt, auch eine gedankliche Verbindung zu einem „Narrenschiff“ oder „Das Sitzen im gemeinsamen Boot“ sollten ausgedrückt werden. Die Einzelelemente zeigen vereinfachte Formen des menschlichen Körpers, aber auch vollständig abstrakte Formen. Als Materialien kamen Granit, Sandstein, Keramik und Metall zum Einsatz. |
| Kr | Trinkbrunnen                        | Feilnerstraße 3 Lage                                               | um 1900                                             | | in Funktion (1996) Auf einer viereckigen drei Meter hohen Brunnensäule aus Muschelkalk befindet sich eine Kugel mit einem Adler darauf. Aus einem schmiedeeisernen Rohr etwa in halber Höhe an der Säule konnte nach Bedienen eines Pumpenschwengels Wasser in ein rundes Auffangbecken laufen. |
| Kr | Holzbrunnen                         | Fraenkelufer 38, auf einem Wohnhof Lage                            |                                                     | | Aus einem senkrecht aufgestellten und ausgehöhlten Stamm von 2,50 m Höhe tritt seitwärts Wasser aus, das in einen als Trog ausgearbeiteten langen Baumstamm fällt. Im rechten Winkel zum ersten Trog befindet sich ein zweiter, in den das Wasser hineinläuft und von dort gelangt es über eine Rinne in einen künstlichen Teich. |
| Kr | Teichlauf, Bachlauf                 | Görlitzer Park                                                     | 1989                                                | Freie Planungsgruppe Berlin (FPB) | Auf einem flachen Hügel wurde geschickt in der Erde eine Pumpe verborgen, mit welcher eine Quelle nachgeahmt wird. Das aus einer Metalldüse herausströmende Wasser fließt in ein flaches, mit kleinen Steinen gefertigtes Becken, das sich spiralförmig öffnet und mit einem zweiten Becken verbunden ist. Dieses hat an einer Seite einen gemauerten Austritt, von wo das Wasser herabstürzt und als künstlicher Bach mit möglichst natürlichen Ufern und begleitet von reichem Pflanzenwuchs seinen Weg bis zu einem Teich findet. Unterirdisch wird die Quelle dann wieder gespeist. |
| Kr | Hausbrunnen                         | Görlitzer Park                                                     | 1994                                                | Rainer Fest | Der weitestgehend naturbelassene Steinblock (etwa 2 m × 2 m und zirka 50 Zentimeter hoch) ist ein subvulkanes Ergussgestein und stammt aus Limburg an der Lahn. Wenn die Anlage wieder vollständig ist, wird der Stein von einem kleinen Holzhäuschen überdacht. |
| Kr | Schmuckgarten-Brunnen               | Görlitzer Park Lage                                                | 1994                                                | Freie Planungsgruppe Berlin (FPB) | Ein sehr langgestrecktes flaches Brunnenbecken verläuft in der Mitte einer mit Granitplatten gestalteten Promenade, die mit zwei Treppen gegliedert ist. Die Promenade liegt in der Verlängerung der Falckensteinstraße und lädt mit Bänken zum Verweilen. |
| Kr | Wrangelbrunnen                      | Grimmstraße Ecke Urbanstraße Lage                                  | 1877                                                | Hugo Hagen | Den Schmuckbrunnen hatten Anwohner des Pariser Platzes 1863 bei dem Bildhauer in Auftrag gegeben, aber nach Fertigstellung ließ die Berliner Verwaltung ihn nicht auf diesem Platz, sondern 1877 auf dem Kemperplatz aufstellen. Dort musste er bereits 1902 einem anderen Brunnen weichen und wurde schließlich an seinen heutigen Platz versetzt. In einem Marmorbecken mit sieben Metern Durchmesser steht ein Brunnenstock mit zwei übereinander platzierten flachen gleichmäßig gewellten Schalen. Aus einem Pinienzapfen in der Mitte oben strömt das Wasser über eine erste schmale Tropfschale. Darunter stehen mit dem Rücken zur Säule vier Putten, die den Handel, die Industrie, die Wissenschaft und die Künste symbolisieren. Aus der zu ihren Füßen angeordneten Schale mit einem Durchmesser von etwa drei Metern strömt das Wasser allseitig in das Becken. Unter der zweiten Schale finden sich Allegorien für die damaligen preußischen Hauptströme – Weichsel, Rhein, Oder, Elbe in Bronze geformt. Welche Figur für welchen Fluss steht, ist nicht ganz klar, der Künstler hat keine Zuordnung vorgenommen. |
| Kr | Brunnen am ehemaligen Berlin-Museum | Franz-Künstler – Ecke Lindenstraße, am eh. Berlin-Museum Lage      | 1987–1989                                           | Hans Kollhoff, Arthur Ovaska, Henning Icken | Die Anlage besteht aus einem Springbrunnen und einem langgestreckten Wasserlauf, der von einem Hügel herab modelliert wurde und den Garten vor dem Museum in zwei Teile gliedert. Das Material, ein dunkles Granitgestein, wurde mit einer Hoch-Tief-Struktur mit senkrechten Wellen gestaltet und kaskadenförmig ausgebildet. Der Springbrunnen wird umgeben von einer halbkreisförmigen Mauer, bildet den Beginn des Wasserlaufs und steht in einer ebenerdigen runden Brunnenschale. Alle Brunnenelemente sind von Mosaikpflaster und einer niedrigen Betonmauer umgeben. |
| Kr | Großer Brunnen                      | Hallesches Ufer 40–60 vor dem Postbank-Tower Lage                  | 1971/ 1972                                          | Gottfried Grunow | 18 freistehende unterschiedlich gestaltete Bronzesäulen in abgestuften Höhen (höchste Säule drei Meter) bilden ein Rechteck mit Seitenlängen von vier und sechs Metern. Die einzelnen Säulen sind mittels unregelmäßiger flacher Vierecke miteinander verbunden. Aus der Spitze der Säulen sprudeln Fontänen, deren Wasser über ein flaches Becken in den Kreislauf zurückgelangt. |
| Kr | Trinkbrunnen                        | Kottbusser Straße nahe Mündung Reichenberger StraßeLage            | um 2014                                             | Berliner Wasserbetriebe, Siegfried Kaiser | Brunnen Typ 1 |
| Kr | Handschwengelpumpe                  | Lindenstraße Ecke Franz-Klühs-Straße auf einem Spielplatz Lage     |                                                     | Fa. Stenger Pumpen, Stuttgart | Am Hang eines Sandspielbergs wurde ein Nachguss einer historischen Pumpe (Eisen, Höhe 2 m) aufgestellt. Das Wasser tritt nach Bedienen des Pumpenschwengels in einem kleinen Strahl aus und kann über eine geschwungene steinerne Rinne nach unten auf den Spielplatz ablaufen und dort versickern (baugleich mit der Pumpe auf dem Chamissoplatz). |
| Kr | Fünf-Wasser-Tiegel                  | Marheinekeplatz Lage                                               | 1990                                                | Paul Pfarr | Bassin-Durchmesser 3 m, Höhe der Tiegel: 1,90 m, gesamte Stellfläche: 7,50 × 18,50 m, Material: Tiegel und Bassin sind aus Bronze |
| Kr | Feuerwehrbrunnen                    | Mariannenplatz Lage                                                | 1981                                                | Kurt Mühlenhaupt | Drei aus Bronze gegossene Feuerwehrleute halten Schläuche, die von einem Hydranten gespeist werden und lassen das Wasser in ein achteckiges Becken aus schwedischem roten Granit (Tranas) fließen. |
| Kr | Friedenssäule                       | Mehringplatz Lage                                                  | 1843                                                | Christian Gottlieb Cantian und Christian Daniel Rauch (Skulptur) | seit 2016 wieder in Funktion Eine 19 Meter hohe Säule aus poliertem Granit dominiert die Anlage. Auf der Spitze steht die aus Bronze gegossene Siegesgöttin Victoria. Die Säule befindet sich in einem runden Becken mit 12 Meter Durchmesser, das – wie das Postament der Säule – aus schlesischem Marmor besteht. |
| Kr | Straßenbrunnen, Runder Brunnen      | Oppelner Straße Lage                                               | 1987                                                | Bezirksamt Kreuzberg | Zwischen Gehweg und Fahrbahnrand steht ein rundes gemauertes Becken (Durchmesser 3,40 Meter). Es ist gleichmäßig mit kleinen grauen Mosaiksteinchen innen und außen verkleidet, der breite Rand bildet eine einladende Sitzfläche. Aus der Mitte des Beckens strömt aus einer Metallkonstruktion Wasser in feinen Strahlen empor. |
| Kr | Trinkbrunnen                        | Paul-Lincke-Ufer 13 Lage                                           |                                                     | Berliner Wasserbetriebe, Siegfried Kaiser | Der Brunnen Typ 1 steht an der Einmündung der Forster Straße in das Paul-Lincke-Ufer in der Nähe der historischen Wasserpumpe. |
| Kr | Möwenbrunnen                        | Oranienstr Ecke Alexandrinenstraße Lage                            |                                                     | Paul Ohnesorge | 1993 nicht in Funktion Ein unregelmäßig geformter rechteckiger Trog des einstigen Brunnens ist bepflanzt. Dieser steht in einem runden Betonbecken (Durchmesser 90 cm) mit einem etwa 60 cm hohen rechteckigen Sockel darin. Darauf sind drei aus Bronze gegossene überlebensgroße fliegende Möwen mit einer geschätzten Flügelspannweite von zwei Metern postiert. |
| Kr | Drachenbrunnen                      | Oranienplatz Lage                                                  | 1986                                                | Wigand Witting | Ein über Schwanz und Rücken begehbarer Drache aus dunklem Granit speit Wasser in ein unregelmäßig geformtes Becken, das aus dem gleichen Material besteht und die Vorderbeine des Urtieres darstellt. |
| Kr | Trinkbrunnen                        | Park am Gleisdreieck (Ostpark) Lage                                | um 2018                                             | Berliner Wasserbetriebe, Siegfried Kaiser | Brunnen Typ 1 Der Brunnen steht vor dem ehemaligen Poststellwerk, in dem ein Café ist. |
| Kr | Trinkbrunnen                        | Park am Gleisdreieck (Westpark) Lage                               | um 2018                                             | Berliner Wasserbetriebe, Marcus Botsch | Brunnen Typ 2 Der Trinkbrunnen steht vor der U-Bahnbrücke der U2. |
| Kr | Wasserkaskade                       | Park an der Alten Zollmauer, der Teil des Skalitzer Parks ist Lage | 1994                                                | Hermann Barges | Drei hinter- und übereinander angeordnete rechteckige Bassins, deren Böden entweder mit Estrich oder mit groben Kieselsteinen ausgelegt sind, werden stetig mit Frischwasser gespeist und bilden beim Spielen oder Überlauf Kaskaden. Das Wasser fließt über eine steinerne Rinne ab. Die Kaskade wird an zwei Seiten von festen Mauern und Mauerpfeilern aus roten Verblendern umgeben. Die Pfeiler sind bis zu zwei Meter hoch. |
| Kr | Kaffeekanne                         | Reichenberger Straße, im Garten eines Seniorenheims Lage           | 1978                                                | Susanne Riée | Eine aus farbigen Keramikformsteinen modellierte übergroße Kaffeekanne (Höhe 1,85 m) und eine passende Tasse (Höhe 34 cm) stehen in einem eingelassenen ovalen und leicht erhöhten Becken. Aus der Tülle der Kanne läuft das Wasser in die Tasse und von dort in das Keramik-verkleidete Bassin. |
| Kr | Kleiner Brunnen                     | Reichenberger Straße 58, im Garten eines Seniorenheims Lage        |                                                     | | In einem aus Beton gegossenen ovalen Becken (größter Durchmesser 2 m) befindet sich eine unregelmäßig geformte und gestufte Betonsäule. Von ihrem oberen Ende tröpfelt langsam und stetig Wasser herab. |
| Kr | Zwei Brunnenschalen                 | Ritterstraße an der Jakobikirchstraße Lage                         | 1980                                                | Grünflächenamt Kreuzberg | Beiderseits der Jakobikirche befinden sich in der angrenzenden Grünanlage zwei gleich gestaltete runde Springbrunnen (Durchmesser je sechs Meter). In der Mitte jedes aus Kleinsteinpflaster bestehenden flachen Brunnenbeckens liegt ein flacher durchbohrter Granitblock, aus dem eine kleine Fontäne emporsteigt. Der Rand des Beckens ist in je drei gleichmäßig im Rund verteilte Sitzgelegenheiten verschiedener Höhe aufgeteilt. |
| Kr | Wasserplastik                       | Stallschreiberstraße nahe Moritzplatz Lage                         | 1981                                                | Joseph H. Lonas | Ein abstrakter strukturierter Bronzekörper, etwa 2,0 × 1,30 m Umfang und 1,60 m hoch, steht in einem ebenerdigen kleinen Becken. Wasser tritt aus dem oberen Teil der Plastik und rieselt an ihr herab. |
| Kr | Nichtgeburtstagsbrunnen             | Theodor-Wolff-Park Lage                                            | 1988–1990                                           | Heinrich Brummack | Eine übergroße etwa zwei Meter hohe Kanne und eine ebensolche Tasse, bestehend aus Kunststein, sind mit messingfarbenem Metall abgesetzt. Die Geschirrteile stehen auf grob behauenen Granitblöcken. Das Wasser aus der Tülle der Kanne fließt im Bogen in die Tasse, in dem Spalt zwischen Kanne und Tasse können Menschen hindurchgehen und trocken bleiben. Etwas abseits steht noch ein Tisch mit überdimensionaler Steinplatte und einem Becher darauf. Der Künstler bezieht sich mit dem Namen des Brunnens auf das Märchen Alice im Wunderland, in dem ein „Nichtgeburtstagslied“ gesungen wird. |
| Kr | Unter Tempeln begraben VII          | Trebbiner Straße 9, Freifläche vom Museum für Verkehr und Technik  | 1991                                                | Dedo Gadebusch | Auf einem mit Ziegelsteinen belegten glatten Boden liegt eine umgestürzte als großer Stein gestaltete Metallskulptur. Unter dem „Stein“ sind Teile eines menschlichen Körpers zu sehen. Vom oberen Teil der Tempel-Ruine läuft Wasser herab. |
| Kr | Wasserfall/ Wolfsschlucht           | Viktoria im Viktoriapark Lage                                      | 1888–1893                                           | Hermann Mächtig, 1913–1916 nach Plänen von Albert Brodersen überarbeitet | in Funktion Unterhalb des Aussichtsplateaus ist ein kleiner See künstlich angelegt, der aus einer seitlich liegenden Quelle gespeist wird. Eine steinerne Rinne, mit Findlingen schluchtartig modelliert, führt das Wasser stufenweise den Berg hinab und entlässt es in ein großes Auffangbecken. Der Wasserfall schafft eine Sichtachse von der Hügelkuppe zur Großbeerenstraße. |

## Die Trinkbrunnen der Wasserbetriebe

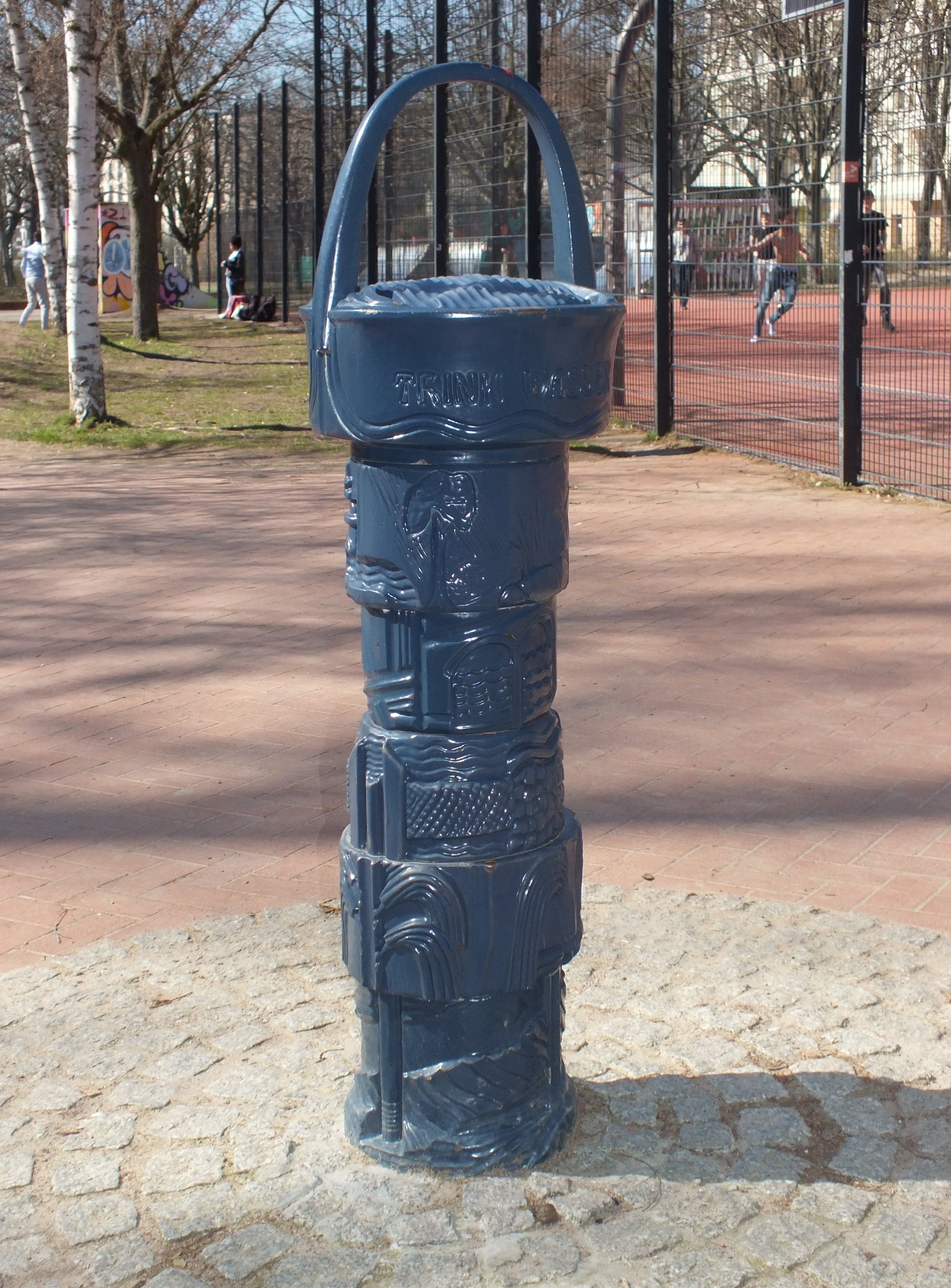
Die doppeldeutige Aufschrift „Trink Wasser“
Brunnen im Volkspark Friedrichshain, im März 2017 noch abgedeckt.

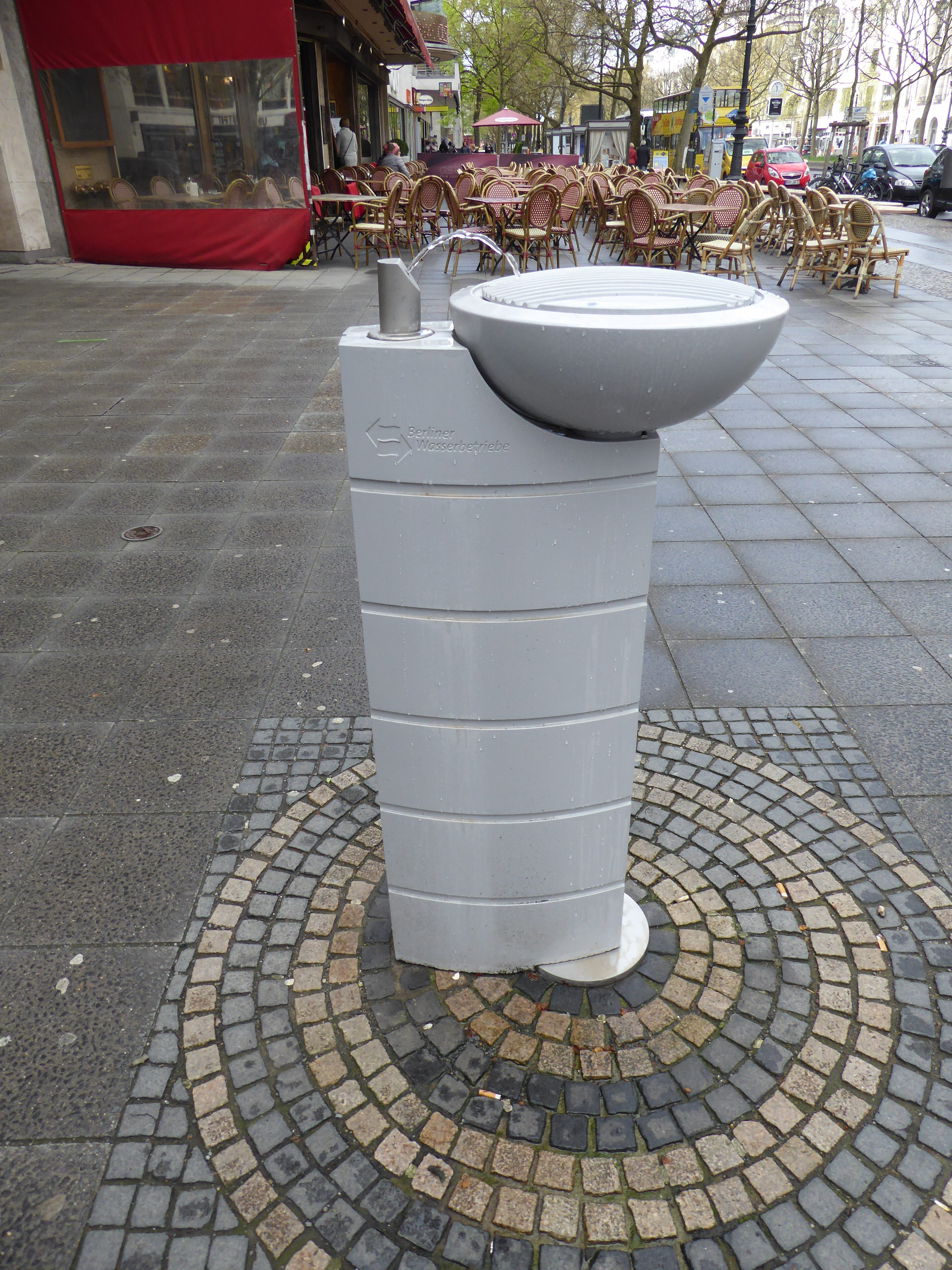
Charlottenburg Kurfürstendamm 225 Trinkbrunnen Typ 2

Der städtische Versorger, die Berliner Wasserbetriebe, hat zwei Arten von Trinkbrunnen entwickelt und diese im gesamten Berliner Stadtgebiet auf öffentlichen Plätzen, bevorzugt an stark frequentierten Stellen, aufgestellt. Ende 2016 zeigte eine Karte 32 Aufstellorte. Die kostenlose und berührungslose Erfrischung direkt aus der Wasserleitung wird von Spaziergängern, Einkaufenden und Touristen gern genutzt. Im Ablaufbereich finden sogar Hunde eine Erquickung. Die auf den Straßen und Plätzen installierten Brunnen werden wegen der Frostgefahr nur zwischen Mai und Oktober betrieben.
Typ 1: Die kleinen aus Bronze gegossenen ein Meter hohen Säulen mit etwa 40 Zentimeter Durchmesser zeigen in ihrem unteren Teil fünf übereinander angeordnete Reliefs zu Themen der Berliner Stadtgeschichte. Die Entwürfe stammen vom Designer Siegfried Kaiser, erste Modelle entstanden im Jahr 1985. Die Wasserschale ist wie ein abgestelltes Körbchen geformt und mit einem Gitter bedeckt. Aus einer Messingkugel an der Seite steigt permanent ein kleiner Wasserstrahl auf. Durch technische Maßnahmen im Inneren der Säule wird beste Trinkwasserqualität garantiert.
Typ 2: Die aus Aluminium gegossenen und 1,05 m hohen Säulen sind durch Quermarkierungen optisch in sechs gleich hohe Segmente untergliedert und besitzen einen leicht ovalen Querschnitt, der Entwurf stammt vom Berliner Designer Marcus Botsch. An einer Seite des oberen Randes ist eine flache Schale mit 50 Zentimeter Durchmesser eingearbeitet, aus deren Mitte ebenfalls stetig ein feiner Wasserstrahl aufsteigt. Dieser Typ, auch als Berliner Trinkbrunnen bezeichnet, besitzt keine Ornamente, wirkt aber äußerst elegant und eignet sich auch für die Aufstellung in Innenbereichen größerer Unternehmen.

## Nicht mehr vorhandene Brunnen
| OT | Name               | Adresse Lage                                               | Jahr     | Künstler                                                 | Kurzdarstellung ggf. mit Bild |
| -- | ------------------ | ---------------------------------------------------------- | -------- | -------------------------------------------------------- | --- |
| Fh | Knabe mit Hund     | Weberwiese                                                 | 1929     | George Morin                                             | Die Stadt ließ auf der Weberwiese einen Zierbrunnen aufstellen, dessen zentrale Figur ein Steine-werfender bronzener Knabe mit einem Hund war. Das Brunnenbecken bestand aus Muschelkalk. |
| Fh | Springbrunnen      | Andreasplatz Lage                                          | um 1897  | Hermann Blankenstein                                     | Der Andreasplatz wurde im Auftrag des Berliner Magistrats ab 1896 als Schmuckplatz neu gestaltet. Er erhielt unter anderem einen Springbrunnen mit rundem Marmorbecken. Die dahinter im Viertelrund angeordnete lange Marmorbank mit den flankierenden Sockelskulpturen Handwerker mit Sohn (Vatergruppe) und Mutter mit Kind (Muttergruppe) sowie das Becken verschwanden in den 1960er Jahren. Übrig geblieben sind die Vatergruppe (auf der östlichen Straßenseite neu aufgestellt) und die Muttergruppe, die einen Platz im Volkspark Friedrichshain erhielt. An der Stelle des Andreasplatzes, der entwidmet wurde, entstand eine Kaufhalle.                                                              |
| Fh | Schmuckbrunnen     | Büschingplatz                                              | vor 1900 |                                                          | In einer kleinen Grünanlage auf dem ehemaligen Büschingplatz, zwischen eh. Landsberger Straße und eh. Mehnerstraße gelegen, stand ein Schmuckbrunnen. In einem runden Becken war ein zweietagiger Brunnenstock eingelassen, aus dem in der Mitte oben Wasser strömte und sich über eine darunter befindliche Schale nach allen Seiten auf eine weitere größere Schale ergoss. Im Zentrum dieser Schale standen Skulpturen. Aus vier Überläufen der zweiten Schale floss das Wasser in das in die Rasenfläche eingelassene steinerne Becken. Der Büschingplatz wurde nach dem Zweiten Weltkrieg entwidmet und als Fläche mit dem Landsberger Platz zum (heutigen) Platz der Vereinten Nationen zusammengefasst. |
| Fh | Seerosenbrunnen    | Friedenstraße 68 Ecke Palisadenstraße Lage                 | 1986     | Rüdiger Roehl, Jan Skuin                                 | Auf Anfrage zum Verbleib des Brunnens teilte das Bezirksamt im März 2017 mit: „Der Brunnen war leider durch Vandalismus und Diebstahl völlig betriebsunfähig geworden, so dass wir ihn im Jahr 2014 aufgeben mussten. [...] Ein Wiederaufbau ist aus kosten- und organisatorischen Gründen bisher nicht geplant..“ Auf der gepflasterten Fläche des Fußwegs ist das Sechseck des Beckens noch erkennbar. In dem Becken aus Beton, verkleidet mit Sandstein, befand sich ein etwa 1,30 Meter hoher Brunnenstock, der mit bronzenen Blütenkelchen und Blättern von Seerosen umgeben war (siehe Bild). Vor der Demontage waren noch ein einzelnes Bronzeblatt und das Wasserrohr auf dem Beckenrand vorhanden.    |
| Fh | Springbrunnen      | Karl-Marx-Allee 70, vor dem eh. Kulturhaus der Bauarbeiter | 1952     |                                                          | Das einstöckige Kulturhaus stand unmittelbar in der Nachbarschaft des Stalindenkmals und wurde zugunsten des Neubaus von Wohnhäusern gegen Ende der 1960er Jahre abgerissen. Auch die kleine Schmuckanlage mit Blumenbeeten und einem Springbrunnen verschwanden. |
| Fh | zwei Springbrunnen | Landsberger Platz                                          |          |                                                          | Auf dem in den 1960er Jahren entwidmeten Landsberger Platz befanden sich in einigem Abstand vor einem Kriegerdenkmal beiderseits zwei runde Brunnen mit Fontänenkaskaden in einer Blumenfläche und dominierten den Eingang zum Volkspark Friedrichshain. Die Schmuckanlage wurde beseitigt, an ihrer Stelle verläuft seit der Neuanlage des Platzes der Vereinten Nationen das östliche Erschließungsstück der Friedenstraße. |
| Fh | Plansche           | Traveplatz                                                 | 1929     | Erwin Barth                                              | Der 1890 nach Entwurf von Hermann Mächtig angelegte Schmuckplatz wurde 1929 von Erwin Barth umgestaltet und erhielt bei dieser Gelegenheit ein Planschbecken und einen Blumengarten. |
| Kr | Pamukkalebrunnen   | Görlitzer Park Lage                                        | 1998     | Wigand Witting und die Freie Planungsgruppe Berlin (FPB) | 2010 zu großen Teilen abgerissen Der Brunnen gestaltete die Kalksteinsinterterrassen, die unter dem Namen Pamukkale weltbekannt sind, im kleineren Format nach. Als Material setzte der Bildhauer hellen portugiesischen Kalksandstein mit hohen Eisenoxidanteilen ein. Im Jahr 2009 ordnete das Bezirksamt einen Teilabriss des Brunnens an, weil er starke Zerfallserscheinungen aufwies und damit ein hohes Sicherheitsrisiko darstellte. Untersuchungen hatten ergeben, dass der Künstler ungeeignetes Material verwendet hat, und er – in Beendigung eines jahrelangen Rechtsstreits – 1,1 Millionen Euro an den Bezirk zahlen musste.                                                                    |